# Cad 5d
CAD 5D  es un sistema que trabaja digitalmente tanto la parte gráfica así como a los diferentes documentos inherentes a la ingeniería de manera integral, vinculando o enlazándolos de tal manera que se garantice una uniformidad en cuanto a las unidades de medida como a la información técnico-gráfica que contienen todos ellos, dando un valor agregado en cuanto a la calidad de la ingeniería y cumplimiento de códigos y normas se refiere durante la etapa de diseño.
Usando los diferentes programas comerciales, en dibujo Autocad o cualquiera de los más de 30 del formato dwg de Intellicad, más Excel u Open office, power point, word, etc.para la presentación de informes, listados, especificaciones técnicas, requisiciones, en general todos los documentos de gestión de compras y manejo de materiales.
Lo anterior abarca todas las especialidades de ingeniería, como son:
Proceso, civil, arquitectura, topografía, mecánicas estática y rotativa, tubería, eléctrica, instrumentación y control, gestión de compras, costos y presupuestos, pliegos de licitaciones, construcción, levantamientos, reformas, demoliciones y ampliaciones, operación y mantenimiento de complejos industriales.

## CAD en Cinco Dimensiones
CAD de las sigla en inglés: diseño asistido por computador.
–Los planos son trabajados en CAD en 4-D:
3 dimensiones geométricas en X, Y, Z; (dx, dy, dz); (w,l,h).

## Cuarta dimensión
Es agregada como un código o información técnica.

## Quinta dimensión
Usando macros o programas externos a Autocad o cualesquiera del grupo Intellicad, se procesa extrayendo la información técnica y se enlaza con otros archivos según la especialidad para crear diversos tipos de listados y documentos.
- Tomando como base la tabla ISA y el balance de masa y energía de los diagramas de flujo y de Tubería e instrumentos: listados de instrumentos, incluidas presiones y temperaturas de diseño y de operación.
- De Equipos: listados de conexiones.
- De Planimétricos eléctricos: listados de conduits y cables.
- De Planimetrías: listados de material, consolidados, requisiciones, órdenes de compra, presupuestos, etc.
- De proceso: listados de líneas, equipos, instrumentos, válvulas manuales, etc. incluidas presiones y temperaturas de diseño y de operación.
- Datos técnicos y materiales de equipos, edificios y otras entidades.
- Con base en la especificación clases de tubería, se generan Listados de material (BOM´s), Consolidados (MTO´s), Requisisciones de material (MR´s), Órdenes de compra (PO), costos, etc.